# Nationaal park Little Desert
Het Nationaal park Little Desert (Engels: Little Desert National Park) ligt in de Australische deelstaat Victoria.
De naam van het park is enigszins verwarrend, aangezien het voornaamste vegetatietype geen woestijn maar mallee scrubland is. Bovendien is Little Desert met een oppervlakte van 1326,47 km² (iets minder dan de provincie Utrecht) niet echt klein, maar vergeleken met de Big Desert in het noorden van Victoria (1135 km² in Big Desert Wilderness Park en 3570,17 km² in Wyperfeld) is het park dat wel.

## Geschiedenis
In 1955 werd het 9,45 km² grote Kiata Lowan Sanctuary opgericht ter bescherming van de thermometervogel (Leipoa ocellata). In 1968 werd dit beschermde natuurgebied uitgebreid met 945 hectare en hernoemd tot Little Desert National Park. In 1986 bereikte het nationale park zijn huidige grootte met de toevoeging van het westelijke en centrale deel van Little Desert.

## Huidige situatie
Little Desert loopt van de Wimmera River in het oosten tot de grens met Zuid-Australië in het westen. Het nationale park bestaat uit drie delen, het "Western Block", het "Central Block" en het "Eastern Block". Verschillende kampeermogelijkheden bevinden zich in en rondom Little Desert. In het nationale park zijn meerdere wandelroutes uitgezet.

## Flora en fauna
Meer dan 670 plantensoorten kunnen in Little Desert worden gevonden. Het oostelijke blok is vooral rijk aan banksia's en theebomen. Stringybark, een Eucalyptus-soort domineert in het centrale blok. Gele en rode gombomen en cipressen zijn te vinden in het westelijke blok. De gemiddelde neerslag in Little Desert bedraagt 480 mm per jaar, hoewel het oostelijke deel van het nationale park met 400 mm per jaar droger is dan het westelijke deel met 600 mm per jaar.
Meer dan 220 vogelsoorten zijn bekend uit Little Desert, waaronder de thermometervogel, de witooghoningeter (Phylidonyris novaehollandiae), het ornaatelfje (Malurus cyaneus) en verschillende papegaaien. Andere diersoorten die in dit nationale park leven zijn de voskoesoe (Trichosurus vulpecula), de oostelijke grijze reuzenkangoeroe (Macropus giganteus) en de baardagame (Pogona vitticeps).
Alfred · 
Alpine · 
Baw Baw · 
Brisbane Ranges · 
Burrowa-Pine Mountain · 
Chiltern Box-Ironbark · 
Churchill · 
Coopracambra · 
Croajingolong · 
Dandenong Ranges · 
Errinundra · 
French Island · 
Grampians · 
Hattah-Kulkyne · 
Kinglake · 
Lake Eildon · 
Lind · 
Little Desert · 
Lower Glenelg · 
Mitchell River · 
Mornington Peninsula · 
Morwell · 
Mount Buffalo · 
Mount Eccles · 
Mount Richmond · 
Murray-Sunset · 
Organ Pipes · 
Otway · 
Port Campbell · 
Snowy River · 
Tarra-Bulga · 
Terrick Terrick · 
The Lakes · 
Wilsons Promontory · 
Wyperfeld · 
Yarra Ranges
Nationale parken in: AUS · NSW · NT · QLD · SA · TAS · VIC · WA